# Skiveformet objekt i Østersøen
Skiveformet objekt i Østersøen er et objekt opdaget på bunden af Østersøen af Peter Lindberg og hans svensk baserede arbejdsgruppe 'Ocean X Team' den 19. juni 2011.

 
Et side-scan sonar billede med anomalien på er her.

Nogle medier omtaler fejlagtigt formationen som  UFOen i Østersøen  – i så fald egentlig  USOen i Østersøen  – hvor USO står for uidentificeret undersøisk objekt, men Ocean X Team har selv lagt en video op på deres youtube-kanal, som i sidste halvdel viser en styrtende skive, som kan fortolkes som en UFO. Senere fortæller Ocean X Team via samme youtube-kanal, at der ikke er grund til at tro, at det skulle være en UFO.
Nogle ufologer har påstået at formationen er et ikke-jordisk rumskib, selvom der ikke er fundet bevis for denne konklusion.

Mere mondæne forklaringer er at "UFO"en blot er en klippesamling, 
eller måske en ødelagt kanon fra et flådefartøj.
Ifølge prøverne israelske forskere har fået, lader objektet til at være mindst 14.000 år gammelt. Dele af objektet er af metal [metalforbindelser] som israelske forskere mener ikke kan være naturligt lavet. Svenske forskere mener godt at metallet [metalforbindelserne] (goethit og limonit) kan dannes naturligt.

## Beskrivelse
Her er en beskrivelse af objektet og dets miljø baseret på flere interview med Peter Lindberg og andre kilder – interview-referencer er vist som (tt:mm:ss)(timer:minutter:sekunder): Beskrivelsen starter ved (10:19) for første interview. Andet interview er ved (1:27:00-1:32:58), (spørgsmål og svar til 1:59:15):
Det skiveformede objekt:
1. Skiven er omtrent rund ovenfra og ca. 60 meter i diameter.[11][12]
2. Skiven ligger på en havdybde af 85...90 meter.[13]
3. Sigtbarheden er så ringe og kun 1-1,5 meter (10:35), at et fuldt overblik af objektet pt ikke lader sig gøre.
4. Den står på en 8 meter høj sokkellignende underdel (18:43)(1:28:39) og ser ud til at være af ru granit (1:49:05). Skiven selv er 3-4 meter tyk (18:48)(1:28:58).
5. Der er et gap mellem skiven og soklen, men det er uafklaret hvor langt ind gabet går.[14]
6. Der er 1 meter høje vægge på overfladen, lige linjer og rette vinkler. (1:33:45)
7. Der er små cirkelformede stensamlinger ovenpå (ildsteder? 1:30:12)[15][12] og silt. Det gør at Peter Lindberg tror at objektet har ligget der siden istiden. (1:29:36)[16]
8. Der er korridorer i overfladen af skiven.[5]
9. Skiven er bemærkelsesværdig glat – som beton (13:05, 15:10)(1:27:21), cement[13] eller sandsten[17][12].
10. Der er (mindst) et æggeformet hul på 25 cm i diameter på objektet (16:38, 16:51)(1:32:39, 1:56:48).[15]
11. Et sted er der fra havbunden og op til skivetoppen en trappelignende formation med ca. 1 meter trin.(RIR mm:ss)(RIR 43:11)[18]

Der er et andet uudforsket (august 2012) mindre objekt(RIR 40:56), der også er på sonarbilledet.:
1. ca. 30*40 meter 150-200 meter fra det store skiveformede objekt.(efter RIR 42:36)
2. ca. 10 meter over havbunden.(efter RIR 42:36)